# Max Griffin (peleador)
Max Griffin (29 de noviembre de 1985, Santa Bárbara, California, Estados Unidos) es un artista marcial mixto profesional estadounidense. Actualmente, Griffin compite en la división de peso wélter de Ultimate Fighting Championship (UFC). Competidor profesional desde 2009, Griffin también ha competido para Tachi Palace Fights, donde fue campeón de peso wélter.

## Antecedentes
Griffin nació en Santa Bárbara, California, Estados Unidos. Es cinturón negro en Bok Fu (una mezcla de Kenpō, Taekwondo y Kung Fu).

## Carrera en las artes marciales mixtas

### Carrera temprana
Comenzó su carrera de MMA el 10 de octubre de 2009. Él luchó por muchos promotores, en particular Gladiator Challenge, West Coast Fighting Championship, la jaula de los guerreros, y Tachi Palace Fights en California. Fue campeón de peso wélter y peso medio del West Coast Fighting Championship. Griffin también fue el campeón de peso wélter de Tachi Palace Fight, y acumuló un récord de 12-2 antes de unirse a la UFC.

### The Ultimate Fighter
Fue seleccionado como uno de los concursantes de The Ultimate Fighter 16 en 2012; perdió contra Matt Secor y fue eliminado durante la ronda de entrada.

### Ultimate Fighting Championship
Debutó en la UFC contra Colby Covington el 20 de agosto de 2016 en UFC 202. Perdió el combate por TKO en el tercer asalto.
Griffin se enfrentó a Erick Montaño en su siguiente combate en The Ultimate Fighter Latin America 3 Finale: dos Anjos vs. Ferguson el 5 de noviembre de 2016. Ganó el combate y consiguió su primera victoria en la UFC por nocaut en el primer asalto.
Se esperaba que Griffin se enfrentara a Sergio Moraes el 11 de marzo de 2017 en UFC Fight Night: Belfort vs. Gastelum. Fue sustituido por Davi Ramos cuando Griffin se retiró del combate, alegando una lesión no revelada.
Griffin se enfrentó a Elizeu Zaleski dos Santos el 28 de octubre de 2017 en UFC Fight Night: Brunson vs. Machida. Perdió el combate por decisión unánime. Este combate el premio de a la Pelea de la Noche.
En el último combate de su contrato, Griffin se enfrentó a Mike Perry el 24 de febrero de 2018 en UFC on Fox: Emmett vs. Stephens. Ganó el combate por decisión unánime.
Griffin se enfrentó a Curtis Millender el 7 de julio de 2018 en UFC 226. Perdió el combate por decisión unánime.
Griffin se enfrentó a Thiago Alves en UFC Fight Night: Assunção vs. Moraes 2 el 2 de febrero de 2019. Perdió el combate de ida y vuelta por decisión dividida. Por el contrario, 16 de 18 medios de comunicación puntuaron el combate a favor de Griffin.
Griffin se enfrentó a Zelim Imadaev el 13 de abril de 2019 en UFC 236. Ganó el combate por decisión mayoritaria. A Imadaev se le descontó un punto en el primer asalto por agarrarse a la valla. Tras el combate, Griffin firmó un nuevo contrato de cinco combates con la UFC.
Griffin se enfrentó a Alex Morono el 12 de octubre de 2019 en UFC Fight Night: Joanna vs. Waterson. Perdió el combate por decisión unánime.
Griffin se enfrentó a Alex Oliveira el 7 de marzo de 2020 en UFC 248. Perdió el combate de ida y vuelta por decisión dividida.
Griffin se enfrentó a Ramiz Brahimaj el 7 de noviembre de 2020 en UFC on ESPN: Santos vs. Teixeira. Ganó el combate por nocaut técnico debido a una suspensión médica después de que la oreja de Brahimaj se abriera en el tercer asalto.
Griffin se enfrentó a Song Kenan el 20 de marzo de 2021 en UFC on ESPN: Brunson vs. Holland. Ganó el combate por nocaut en el primer asalto. Esta victoria le valió el premio a la Actuación de la Noche.
Griffin se enfrentó a Carlos Condit el 10 de julio de 2021 en UFC 264. Ganó el combate por decisión unánime.
Griffin se enfrentó a Neil Magny el 26 de marzo de 2022 en UFC Fight Night: Blaydes vs. Daukaus. Perdió el combate por decisión dividida.

## Vida personal
Max y su prometida Anastasia tienen un hijo, Tyrus (nacido en 2021).

## Campeonatos y logros

### Artes marciales mixtas
- Ultimate Fighting Championship
  - Pelea de la Noche (una vez) vs. Elizeu Zaleski dos Santos
  - Actuación de la Noche (una vez) vs. Song Kenan[41]

- West Coast Fighting Championship
  - Campeón del peso wélter del West Coast Fighting Championship (una vez) vs. Randall Wallace [10]
  - Campeón de peso medio de West Coast Fighting Championship (una vez) vs. David Mitchell [10]
- Tachi Palace Fight
  - Campeón de peso wélter de Tachi Palace Fight (una vez) vs. Riky Legere [8]

## Récord de artes marciales mixtas
| Resultado | Récord | Oponente                  | Método                                  | Evento                                                              | Fecha                    | Ronda | Tiempo | Localización            | Notas                                             |
| --------- | ------ | ------------------------- | --------------------------------------- | ------------------------------------------------------------------- | ------------------------ | ----- | ------ | ----------------------- | ------------------------------------------------- |
| Derrota   | 19-10  | Michael Morales           | Decisión (unánime)                      | UFC on ESPN: Strickland vs. Magomedov                               | 1 de julio de 2023       | 3     | 5:00   | Las Vegas, Nevada       |                                                   |
| Victoria  | 19-9   | Tim Means                 | Decisión (dividida)                     | UFC Fight Night: Kattar vs. Allen                                   | 29 de octubre de 2022    | 3     | 5:00   | Las Vegas, Nevada       |                                                   |
| Derrota   | 18-9   | Neil Magny                | Decisión (dividida)                     | UFC Fight Night: Blaydes vs. Daukaus                                | 26 de marzo de 2022      | 3     | 5:00   | Columbus, Ohio          |                                                   |
| Victoria  | 18-8   | Carlos Condit             | Decisión (unánime)                      | UFC 264                                                             | 10 de julio de 2021      | 3     | 5:00   | Las Vegas, Nevada       |                                                   |
| Victoria  | 17-8   | Song Kenan                | KO (puñetazos)                          | UFC on ESPN: Brunson vs. Holland                                    | 20 de marzo de 2021      | 1     | 2:20   | Las Vegas, Nevada       | Actuación de la Noche                             |
| Victoria  | 16-8   | Ramiz Brahimaj            | TKO (parada médica)                     | UFC on ESPN: Santos vs. Teixeira                                    | 7 de noviembre de 2020   | 3     | 2:03   | Las Vegas, Nevada       |                                                   |
| Derrota   | 15-8   | Alex Oliveira             | Decisión (dividida)                     | UFC 248                                                             | 7 de marzo de 2020       | 3     | 5:00   | Las Vegas, Nevada       |                                                   |
| Derrota   | 15-7   | Alex Morono               | Decisión (unánime)                      | UFC Fight Night: Joanna vs. Waterson                                | 12 de octubre de 2019    | 3     | 5:00   | Tampa, Florida          |                                                   |
| Victoria  | 15-6   | Zelim Imadaev             | Decisión (mayoritaria)                  | UFC 236                                                             | 13 de abril de 2019      | 3     | 5:00   | Atlanta, Georgia        |                                                   |
| Derrota   | 14-6   | Thiago Alves              | Decisión (dividida)                     | UFC Fight Night: Assunção vs. Moraes 2                              | 2 de febrero de 2019     | 3     | 5:00   | Fortaleza               |                                                   |
| Derrota   | 14-5   | Curtis Millender          | Decisión (unánime)                      | UFC 226                                                             | 7 de julio de 2018       | 3     | 5:00   | Las Vegas, Nevada       |                                                   |
| Victoria  | 14-4   | Mike Perry                | Decisión (unánime)                      | UFC on Fox: Emmett vs. Stephens                                     | 24 de febrero de 2018    | 3     | 5:00   | Orlando, Florida        |                                                   |
| Derrota   | 13-4   | Elizeu Zaleski dos Santos | Decisión (unánime)                      | UFC Fight Night: Brunson vs. Machida                                | 28 de octubre de 2017    | 3     | 5:00   | São Paulo               | Pelea de la Noche                                 |
| Victoria  | 13-3   | Erick Montaño             | TKO (puñetazos)                         | The Ultimate Fighter Latin America 3 Finale: dos Anjos vs. Ferguson | 5 de noviembre de 2016   | 1     | 0:54   | Ciudad de México        |                                                   |
| Derrota   | 12-3   | Colby Covington           | TKO (puñetazos)                         | UFC 202                                                             | 20 de agosto de 2016     | 3     | 2:18   | Las Vegas, Nevada       |                                                   |
| Victoria  | 12-2   | David Mitchell            | KO (puñetazo)                           | West Coast FC 16                                                    | 23 de enero de 2016      | 1     | 0:43   | Sacramento, California  | Combate de peso acordado (175 libras).            |
| Victoria  | 11-2   | Randall Wallace           | TKO (puñetazo)                          | West Coast FC 15                                                    | 10 de octubre de 2015    | 4     | 1:44   | Sacramento, California  | Defendió el Campeonato de Peso Wélter de la WCFC. |
| Derrota   | 10-2   | Chidi Njokuani            | Decisión (dividida)                     | Tachi Palace Fights 23                                              | 7 de mayo de 2015        | 5     | 5:00   | Lemoore, California     | Perdió el Campeonato de Peso Wélter de la TPF.    |
| Victoria  | 10-1   | Ricky Legere              | KO (puñetazo)                           | Tachi Palace Fights 21                                              | 6 de noviembre de 2014   | 1     | 3:21   | Lemoore, California     | Ganó el Campeonato de Peso Wélter de la TPF.      |
| Victoria  | 9-1    | Randall Wallace           | Sumisión (estrangulamiento por detrás)  | Tachi Palace Fights 19                                              | 19 de junio de 2014      | 2     | 2:20   | Lemoore, California     |                                                   |
| Victoria  | 8-1    | Waachiim Spiritwolf       | Decisión (dividida)                     | The Warriors Cage 19                                                | 25 de enero de 2014      | 3     | 5:00   | Porterville, California | Regreso al peso wélter.                           |
| Victoria  | 7-1    | Fernando González         | Decisión (dividida)                     | West Coast FC 7                                                     | 16 de noviembre de 2013  | 5     | 5:00   | Sacramento, California  | Ganó el Campeonato de Peso Medio de la WCFC.      |
| Victoria  | 6-1    | Kito Andrews              | Decisión (unánime)                      | West Coast FC 5                                                     | 3 de mayo de 2013        | 5     | 5:00   | Sacramento, California  | Ganó el Campeonato de Peso Wélter de la WCFC.     |
| Victoria  | 5-1    | Richard Rigmaden          | Sumisión (estrangulamiento de anaconda) | West Coast FC 4                                                     | 18 de enero de 2013      | 1     | 0:56   | Sacramento, California  |                                                   |
| Derrota   | 4-1    | Justin Baesman            | Decisión (dividida)                     | West Coast FC: Showdown                                             | 9 de junio de 2012       | 5     | 5:00   | Yuba City, California   |                                                   |
| Victoria  | 4-0    | Jaime Jara                | KO (puñetazo)                           | West Coast FC: Bruvada Bash                                         | 7 de enero de 2012       | 1     | 0:56   | Placerville, California |                                                   |
| Victoria  | 3-0    | Joshua Miranda            | Decisión (unánime)                      | Gladiator Challenge: Impulse                                        | 13 de noviembre de 2010  | 3     | 5:00   | Placerville, California |                                                   |
| Victoria  | 2-0    | Aaron Hamilton            | TKO (puñetazos)                         | Gladiator Challenge: Undisputed                                     | 18 de septiembre de 2010 | 2     | 2:20   | Placerville, California |                                                   |
| Victoria  | 1-0    | Kino Vuittonet            | TKO (puñetazos)                         | Gladiator Challenge: First Strike                                   | 10 de octubre de 2009    | 1     | 1:42   | Placerville, California |                                                   |